# Rakitovica
Rakitovica är en ort i Kroatien.   Den ligger i länet Baranja, i den östra delen av landet, 170 km öster om huvudstaden Zagreb. Rakitovica ligger 92 meter över havet och antalet invånare är 930.
Terrängen runt Rakitovica är mycket platt. Runt Rakitovica är det glesbefolkat, med 14 invånare per kvadratkilometer. Närmaste större samhälle är Donji Miholjac, 5,3 km norr om Rakitovica. Trakten runt Rakitovica består till största delen av jordbruksmark.